# Heteroscyphus lophocoleoides
Heteroscyphus lophocoleoides là một loài Rêu trong họ Geocalycaceae. Loài này được S. Hatt. mô tả khoa học đầu tiên năm 1944.